# Il figlio dell'uomo (film)
Il figlio dell'uomo, noto anche come Il figlio dell'uomo - Ecce Homo, è un film del 1954 diretto da Virgilio Sabel.

## Trama
Il film narra la storia completa della vita di Gesù: dalla nascita alla morte, fino alla resurrezione. Nelle intenzioni del regista è una pellicola sperimentale e anticonformista sulla vita di Cristo.

## Produzione
La pellicola nasce come cortometraggio sulla Passione. Durante le riprese il regista amplia la narrazione e inserisce il girato già pronto in un film dedicato all'intera vita di Gesù. È una delle prime pellicole girate in Puglia nel dopoguerra..
Gli esterni sono stati girati tutti nella parte nord del Gargano, tra Peschici e Rodi Garganico. Si riconoscono: il Monte d'Elio, tra i due laghi di Lesina e Varano, la spiaggia di Capoiale, la Torre di Monte Pucci e l'Abbazia di Calena.

### Cast
Il film si avvale della partecipazione dell'attrice Fiorella Mari, di origine sudamericana, e viene interpretato da un gruppo di pescatori residenti nel Gargano ed a Peschici in particolare e da contadini dell'agro di Rodi Garganico.